# Форт-Мур

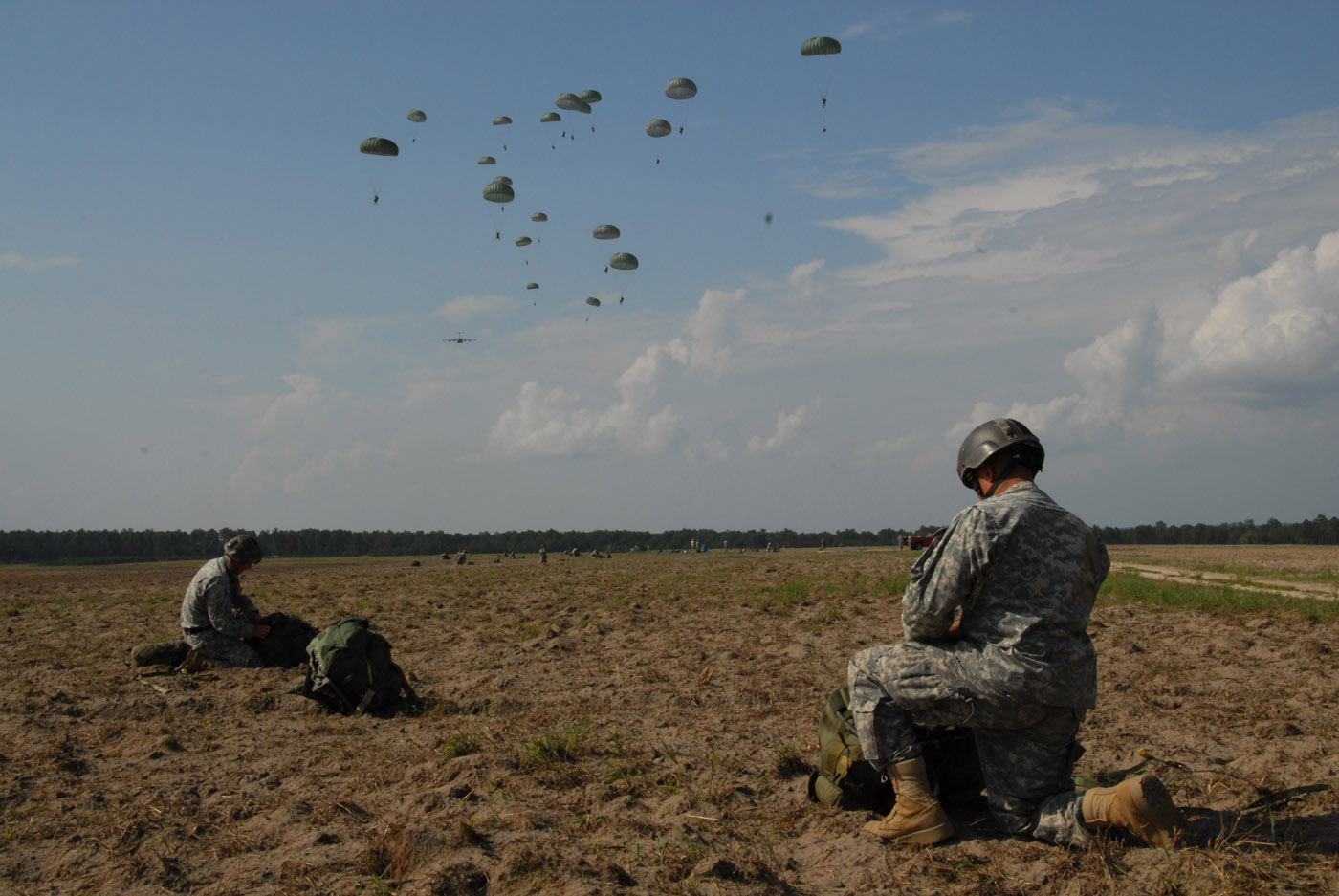
Масштабные учения в Форт-Муре, 2009 год

Форт-Мур (англ. Fort Moore), ранее Форт-Беннинг (англ. Fort Benning) — одна из крупнейших военных баз на территории США. Структурно входит в состав Армии США, действует в интересах Командования Армии США, Командования Сил специальных операций США и Командования подготовки кадров и освоения военных доктрин ВС США. Располагается на территории двух штатов — Джорджии и Алабамы, частью своих владений пересекая границу штатов. Основная часть базы (93 %) находится в Джорджии, а на территории Алабамы — 7 %. Общая площадь базы достигает 182000 акров, то есть примерно 737 кв.км. Кроме полигонов, казарм, учебных корпусов и административных зданий в Форт-Муре выделено место под жилые дома для семей военнослужащих и вольнонаемного гражданского персонала. В основном для обслуги выделяются малоэтажные многоквартирные таун-хаусы, а для семей офицеров и старших уорент-офицеров — отдельно стоящие дома в один-два этажа.
База была переименована в Форт-Мур в 2023 году в честь похороненного там генерала Гарольда Мура.

## История
База Форт-Беннинг была основана в октябре 1918 года и названа в честь бригадного генерала Генри Беннинга, уроженца Джорджии, служившего на стороне конфедератов во время Гражданской войны в США. Первоначально задачей центра была базовая подготовка пехотных частей, отправляющихся на фронты Первой мировой войны. После окончания войны строительство базы было остановлено, Форт-Беннинг был законсервирован на неопределенный срок — пока командование не найдет ему нового применения. Новую задачу для центра нашли в 1934 году — в нём разместили Пехотную школу под командованием генерала Джорджа Маршалла. Временем расцвета Форт-Беннинга стала Вторая мировая война. В это время база готовила подразделения пехотинцев, артиллеристов, танкистов и парашютистов-десантников для всех театров военных действий. В это же время Форт-Беннинг занимал самую большую территорию в своей истории — 797,8 кв. км. В конце 1940-х — начале 1950-х годов на базе проходили подготовку первые подразделения, выделенные США для европейских контингентов в рамках НАТО. В начале 1960-х возможности Форт-Беннинга использовало ЦРУ для обучения своих агентов минно-взрывному делу и диверсиям. Во время Вьетнамской войны центр, кроме пехоты, десантников и рейнджеров с «зелеными беретами», обучал и специальные подразделениям кинологической службы — собак тренировали для обнаружения засад противника. Потом их отправляли во Вьетнам, где они, после акклиматизации, использовались в полевых частях. В середине 1980-х в Форт-Беннинг перевели Институт Западного полушария по взаимодействию в сфере безопасности (бывшая Школа Америк — United States Army School of the Americas — переименованная после скандала с излишней и показной жестокостью в действиях её выпускников в Латинской Америке).

## Настоящее время
По состоянию на 2012 год база называлась официальное название «The United States Army Maneuver Center of Excellence» — Центр обучения и совершенствования боевых навыков Армии США. Согласно официальному сайту базы, Центр ежегодно готовит около 96 тысяч военнослужащих по 85 специальностям. Каждый солдат танковых и пехотных подразделений Армии США начинает свою службу с обучения на этой базе. Кроме того, в Форт-Муре проводятся тренировки и учения для Воздушно-десантных сил США и Сил специальных операций США. С начала своего существования база Форт Мур носит наименование «Home of Infantry» — «Дом пехоты», что явилось отражением статуса главного тренировочного центра пехоты Армии США. После сокращения и реформирования военных учебных баз согласно решению сенатской комиссии 2005 года, Форт-Беннинг стал также и «Домом танковых войск» (Home of Armor). До того — с 1940 по 2005 года — «Домом танковых войск» была база Форт-Нокс.
В административно-территориальном плане база Форт-Мур состоит из четырёх территорий: «Главный пункт» (Main Post), «Холм Келли» (Kelley Hill), «Песчаный холм» (Sand Hill), и «Церковь Единения» или «Церковь Гармонии» (Harmony Church).
По состоянию на 2012 год в Форт-Муре располагались:
- Пехотная школа Армии США (The U.S. Army Infantry School)
- Танковая школа Армии США (The U.S. Army Armor School)
- Парашютно-десантная школа Армии США (The U.S. Army Airborne School, обучающая парашютистов для Армии, КМП, ВВС и Флота)
- Учебные курсы для Сил специальных операций Армии США, Воинский Университет (Warrior University), Научно-исследовательский институт Армии США, Унтер-офицерская Академия
- Учебное подразделение Корпуса морской пехоты США (обучающее танковые экипажи для КМП, а также специалистов по тактической разведке, по логистике или по инженерной службе)
- Институт Западного полушария по взаимодействию в сфере безопасности (обучающий военный и гражданский персонал из стран Южной и Центральной Америки в целях военного или военно-промышленного сотрудничества, а также в разведывательных и контрразведывательных целях согласно геополитическим интересам США)
- Вспомогательные подразделения и подразделения обеспечения.

## Отражение в культуре
- На территории Форт-Мура снимался известный фильм «Зелёные береты» (1968) с актёром Джоном Уэйном в главной роли. Построенные для фильма декорации вьетнамской деревни были настолько реалистичны, что военные не стали их разбирать после завершения съемок, — их стали использовать для подготовки войск, отправляемых во Вьетнам.
- В фильме «Мы были солдатами» (2002) с Мелом Гибсоном в главной роли показаны виды самой базы — вертолётные ангары и учебные локации в сценах подготовки американских войск, а также казармы и район размещения офицерских домов в сценах домашней жизни полковника и офицерских жен.
- В фильме «Запах женщины» (1992) с Аль Пачино в главной роли, его персонаж подполковник Фрэнк Слэйд в ходе полемики со своим племянником Рэнди во время праздничного ужина на День благодарения уточняет, что инцидент с жонглированием гранатами, приведший к потере им зрения с участием его сослуживца, майора Винсента Скуайрса, произошел именно в Форт-Беннинг, а не Форт-Брэгг как предположил его собеседник.
- Во втором сезоне сериала «Ходячие мертвецы» (2011), группа главных героев из: Эндрю Линкольна в роли Рика Граймса, Джона Бернтала в роли Шейна Уэлша и других, пытаются найти безопасное место, рассматривая Форт-Беннинг, как вариант. Однако, в шестом эпизоде «Небраска», группа неизвестных лиц, которых повстречал Рик, заявляют, что Форт-Беннинг уничтожен и полон ходячих.